# Усть-Чижапское сельское поселение
Усть-Чижа́пское се́льское поселе́ние — муниципальное образование (сельское поселение) в Каргасокском районе Томской области, Россия. В состав поселения входят 2 населённых пункта. Административный центр поселения — село Старая Берёзовка. Население — 186 чел. (2021).

## История
Усть-Чижапский сельсовет возник на рубеже 1920-30-х годов. На тот момент в его состав входили 9 населённых пунктов: Усть-Чижапка, Старая Берёзовка, Новая Берёзовка, Курундай, Салат, Эзель-Чвор, Жёлтый Яр, Усть-Чурулька, Волков Бугор. Административным центром сельсовета была Усть-Чижапка.
В 1930-е годы появились первые колхозы. Основную массу населения составляли коренные народы — селькупы, ханты, а также репрессированные из Прибалтики и регионов Сибири.
Усть-Чижапка оставалась центром поселения до 1976 г., когда он был перенесён в Старую Берёзовку (название поселения, однако, осталось прежним). В то время в каждом из населённых пунктов были школа, детский сад, библиотека, клуб. К 1990-м годам на территории поселения осталось всего два посёлка — собственно Усть-Чижапка и Старая Берёзовка.

## География
Поселение расположено на берегу реки Васюган. Площадь — 273,68 км². Расстояние до райцентра — 95 км.
Рельеф местности — плоский, равнинный, заболоченный. Бо́льшую часть поселения занимают леса и болота, есть множество речных проток.
В лесах растут в основном кедр и сосна, а также лиственница, осина, берёза.
В лесах обитают медведь, волк, белка, лось, норка, соболь, глухарь.

## Население
| 2002 | 2010 | 2012 | 2013 | 2014 | 2015 | 2016 |
| ---- | ---- | ---- | ---- | ---- | ---- | ---- |
| 381  | ↘287 | ↘279 | ↘278 | ↘271 | ↗274 | ↘267 |
| 2017 | 2018 | 2019 | 2020 | 2021 |      |      |
| →267 | ↗271 | ↘263 | ↘262 | ↘186 |      |      |

## Населённые пункты и власть
| Населённый пункт    | Население (01.08.2012) |
| ------------------- | ---------------------- |
| с. Старая Берёзовка | 213                    |
| с. Усть-Чижапка     | 66                     |

Сельским поселением управляют глава поселения и Совет. Глава сельского поселения — Голещихин Сергей Михайлович.

## Экономика
Основу местной экономики составляют сельское хозяйство, рыбная ловля, сбор дикоросов. Осуществляют экономическую деятельность 11 предпринимателей. Существует первичная лесопереработка, работает лесничество.

## Образование, социальная сфера и культура
На территории поселения работают: школа, дом культуры, фельдшерско-акушерский пункт, библиотека.